# Giuseppe Mingione

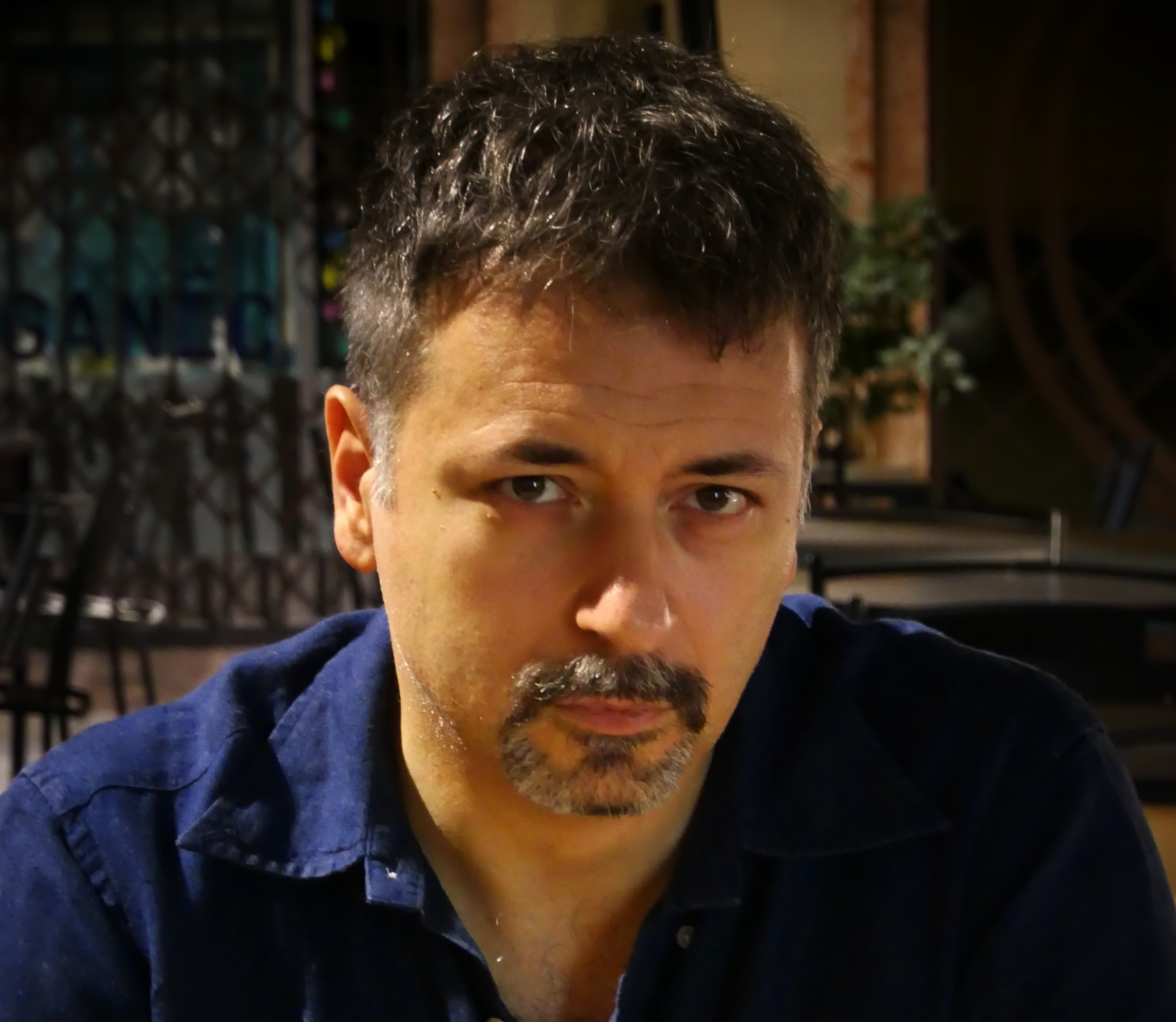
Giuseppe Mingione (2019)

Giuseppe Mingione (* 28. August 1972 in Caserta) ist ein italienischer Mathematiker.
Mingione studierte an der Universität Neapel mit dem Laurea-Abschluss 1994 und der Promotion bei Nicola Fusco 1999. Er forschte ab 1996 an der Universität Parma, war dort ab 2001 Assistenzprofessor und ab 2005 Professor für Analysis.
Er befasst sich mit Variationsrechnung und partiellen Differentialgleichungen, speziell mit Regularitätsproblemen in der Variationsrechnung, wo Minimierer von Integral-Funktionalen gesucht werden, und bei der Lösungen elliptischer und parabolischer partieller Differentialgleichungen in dem von Ennio De Giorgi in den 1960er Jahren begründeten Problemkreis der partiellen Regularität, das heißt Regularität bis auf eine singuläre Menge vom Maß 0. Er löste eine seit Ende der 1970er Jahre offene Frage bezüglich der Hausdorff-Dimension dieser singulären Menge, insbesondere der positiven Beantwortung der Frage, ob die Dimension der singulären Menge kleiner als die des umgebenden Raumes ist. Zusammen mit Jan Kristensen gab Mingione Abschätzungen für die Dimension der singulären Mengen.
2004 war er Von Staudt Gastprofessor an der Universität Erlangen-Nürnberg. 2006 erhielt er die Stampacchia-Medaille, 2005 den Bartolozzi-Preis der UMI, 2010 den Caccioppoli-Preis und 2016 den Amerio-Preis der Istituto Lombardo Accademia di Scienze e Lettere. 2007 erhielt er einen Advanced Grant des European Research Council (ERC). 2008 war er Plenarsprecher auf der Hauptversammlung der DMV und 2011 der der UMI in Bologna, jeweils über nichtlineare Calderon-Zygmund-Theorie. 2016 war er eingeladener Sprecher auf dem Europäischen Mathematikerkongress in Berlin. 2017 wurde er Kommandeur des Verdienstordens der italienischen Republik.

## Schriften
- The singular set of solutions to non-differentiable elliptic systems, Archive for Rational Mechanics & Analysis, Band 166, 2003, S. 287–301.
- Bounds for the singular sets of solutions of non linear elliptic systems, Calculus of Variations and Partial Differential Equations, Band 18, 2003, 373–400
- mit Jan Kristensen: The singular set of minima of integral functionals, Archive for Rational Mechanics & Analysis, Band 180, 2006, S. 331–398
- mit Frank Duzaar, Jan Kristensen: The existence of regular boundary points for non-linear elliptic systems, Journal für die reine und angewandte Mathematik (Crelles Journal), Band 602, 2007, S. 17–58
- mit Jan Kristensen: Boundary regularity in variational problems, Archive for Rational Mechanics & Analysis, Band 198, 2010, S. 369–455
- mit Jan Kristensen: The singular set of Lipschitzian minima of multiple integrals, Archive for Rational Mechanics & Analysis, Band 184, 2007, S. 341–369
- mit Emilio Acerbi: Gradient estimates for a class of parabolic systems, Duke Mathematical Journal, Band 136, 2007, S. 285–320
- Regularity of minima, an invitation on the dark side of the calculus of variations, Applications of Mathematics, Band 51, 2006, S. 355–426
- The Calderón-Zygmund theory for elliptic problems with measure data, Annali della Scuola Normale Superiore di Pisa, Classe di Scienze (Ser. V), Band  6, 2007, S. 195–261
- Gradient estimates below the duality exponent, Mathematische Annalen, Band 346, 2010, S. 571–627
- Nonlinear Aspects of Calderon-Zygmund Theory, Jahresbericht der Deutschen Mathematiker-Vereinigung, Band 112, 2010, S. 159–191
- Gradient potential estimates, Journal of the European Mathematical Society, Band 13, 2011, S. 459–486
- mit Frank Duzaar, Klaus Steffen: Parabolic systems with polynomial growth and regularity, Memoirs of the American Mathematical Society, Band 214, no. 1005, 2011.
- mit Tuomo Kuusi: Linear potentials in nonlinear potential theory, Archive for Rational Mechanics and Analysis, Band 207, 2013, S. 215–246
- mit Cristiana De Filippis: Nonuniformly elliptic Schauder theory, Inventiones Mathematicae band 234, 2023, S. 1109–1196